# European Bulletin of Himalayan Research
Le European Bulletin of Himalayan Research (EBHR) est une revue scientifique couvrant la recherche en sciences humaines et sociales à l'échelle de l'Himalaya. Les sujets couverts vont de la géographie et de l'économie à l'anthropologie, la sociologie, la philologie, la linguistique, l'histoire, l'histoire de l'art, l'archéologie et l'histoire des religions. Cette multidisciplinarité définit la mission de la revue qui publie dans tous les domaines de spécialisation des sciences humaines et sociales portant sur l'Himalaya comme zone culturelle non limitée à la région géologique. Depuis trente ans, la réalisation de la revue est assurée par un collectif de chercheurs issus des trois institutions européennes, Südasien-Institut (de), CNRS et SOAS, qui assument de façon alternée la responsabilité éditoriale des contenus.

## Historique

### Fondation du bulletin
Le premier numéro paru au printemps 1991 présente le bulletin comme la concrétisation d'une modeste intention de la part des chercheurs européens spécialistes de l'Himalaya de « keep us informed of current research and research opportunities in our field ». Richard Burghart, érudit fondateur du bulletin, et les représentants du Südasien-Institut (de) à Heidelberg qui contribuèrent à cette initiative annonçaient leur intention de publier ce bulletin pour une période d'essai de deux ans : « on the understanding that we would retire with dignity at the end of that period, should the interest and commitment of a sufficient number of scholars prove illusory ».
Dans leur apparence, les contenus des dix premiers numéros se conforment à l'appellation de « bulletin » avec des informations sur les recherches en cours, des articles de recension, des notes sur l'actualité politique, des annonces de conférences à venir et des offres de financement. La grande majorité des contributions est alors consacrée au Népal. Cette période fut dans ce pays celle du soulèvement pro-démocratie de 1990 et de la restauration du multipartisme. Le bulletin suivra de très près cette évolution en publiant des dossiers de presse et des recensions de publications en népali et en langues européennes.

### Évolution vers une revue scientifique
Bien que leurs intitulés soient restés inchangés, les rubriques « Review articles » et « Topical reports » se sont rapidement étoffées pour devenir de véritables articles de recherche. La revue suscite des initiatives ambitieuses comme un inventaire détaillé et critique des archives himalayennes à Paris par Lucette Boulnois, et Pierrette Massonnet, deux documentalistes du CNRS dont le travail est régulièrement salué par la communauté scientifique,,,. Le bulletin attire de plus en plus l'attention d'un public élargi et plus seulement les universitaires européens. À partir du numéro 5, les abonnements des bibliothèques et des particuliers sont suffisamment nombreux pour permettre à la revue de s'autofinancer,.
Le numéro 11 datant de 1996, marque un tournant dans le projet éditorial qui devient une revue scientifique à part entière, publiant des articles de recherche dont les auteurs sont des chercheurs confirmés senior et junior, ainsi que des doctorants. Dans les années suivantes, les numéros varia alternent avec des numéros thématiques : no 12-13 (1997) consacré à l'ethnomusicologie et accompagné d'un CD ; no 15-16 (1998) consacré à la photographie et dédié à Corneille Jest ; no 25-26 (2003) sur le thème « Representing Local Histories in the Himalayas » ; no 29-30 (2006) intitulé « Divine Kingship in the Western Himalayas » ; no 32 (2008) consacré au nord-est de l'Inde ; no 33-34 (2008) « Revolutionary Nepal » ; no 35-36 (2009) « Nepalese migrations » ; no 43 (2013) « The Bhutanese Refugee Resettlement Experience » ; no 50-51 (2017) « Relations between Britain and Nepal » ; no 58 (2022) « Storying multi-species relationships, commoning and the state in the Himalayas » ; no 62 (2024) « The Himalayas from its edges: networks, identities, and place-making ».

## Politique éditoriale

### Fonctionnement
En 1994, Richard Burghart, fondateur et principal animateur du bulletin, disparaît prématurément. La revue élargit alors son équipe de rédaction et prépare la mise en place d'un système de rotation de la responsabilité éditoriale s'appuyant sur les trois institutions fondatrices. Il prend effet dès 1996 avec l'équipe de recherche Himalaya du CNRS en France, la SOAS au Royaume-Uni et le Südasien-Institut (de) en Allemagne, selon une périodicité allant de deux à cinq ans.

### Évaluation des articles
Les articles soumis en vue de publication sont évalués par les pairs en double aveugle et les décisions éditoriales sont prises par les rédacteurs, en consultation avec les membres du comité scientifique selon leurs compétences thématiques et/ou disciplinaires.

### Diffusion imprimée
À sa création la revue est diffusée au format imprimé et ses volumes font l'objet d'échanges avec d'autres organismes qui permettent d'accroître les fonds documentaires des équipes de recherche investies dans la réalisation du bulletin. À partir de 2004, la composition et l'impression des numéros imprimés sont confiées au Social Science Baha (Népal) qui assure également la distribution en Asie où la revue est commercialisée en librairie.

### Transition numérique
En 2005, l'antériorité de la collection de l'EBHR (no 1 à 22) fait l'objet d'un premier dépôt des fichiers numérisés sur le site Digital Himalaya, un site d’archive de matériaux ethnographiques créé par Alan Macfarlane et Mark Turin (en). Cette politique de dépôt systématique permettant un accès libre au contenu de la revue en ligne est poursuivie grâce au soutien actif de Mark Turin jusqu’en 2020, avec une barrière mobile qui a évolué au fil des ans, entre un an et six mois.
Dès 2021, et avec le soutien de l'Institut des sciences humaines et sociales du CNRS, la revue opère sa transition numérique pour une diffusion en accès libre immédiat au modèle diamant. Elle adopte à cette période une licence creative common CC BY et contractualise avec les auteurs la diffusion des contenus via une cession non exclusive.
Son nouveau format numérique ouvert favorise une large diffusion des articles, notamment dans les ressources numériques et les outils des bibliothèques. La plupart des lecteurs sont originaires d'Inde, du Népal, des États-Unis, de la France et du Royaume-Uni comme l'attestent les statistiques de consultation du site de la revue dont la courbe ne cesse d'augmenter depuis leur mise en place.

## Direction de la revue

### Responsabilité tournante
La responsabilité de la revue est partagée sur une base rotative entre trois institutions européennes : le Centre d’études sud-asiatiques et himalayennes qui a succédé au CEH (CNRS, France), le Südasien-Institut (de) (Université de Heidelberg, Allemagne) et la School of Oriental and African Studies (Université de Londres, Royaume Uni). Soutenue par ce réseau institutionnel et un vivier d'experts internationaux, la revue promeut la recherche pluridisciplinaire sur l'aire himalayenne dans son ensemble, en publiant des articles originaux et en constituant une plateforme d'échange et d'information.

### Coordination scientifique
- Allemagne - Sudäsien Institut (1991, no 1 – 1995, no 9) : comité de rédaction composé de Richard Burghart[2] (jusqu’en 1993), András Höfer, Martin Gaenszle, Brigitte Merz (à partir de 1993).
- France / CNRS (1996, no 10 – 1998-1999, no 15-16) : comité de rédaction composé de Pascale Dollfus, Corneille Jest, Marie Lecomte-Tilouine (secrétaire de rédaction), Anne de Sales et Gérard Toffin.
- Royaume-Uni / SOAS (1999, no 17 – 2002, no 22) : comité de rédaction composé de Ben Campbell (Manchester, chargé des recensions), William Douglas (Oxford), David Gellner (Brunel), Michael Hutt (en) (SOAS, secrétaire de rédaction), Christian McDonaugh (Oxford Brookes Univ.), Maria Phylactou, Andrew Russell (Durham) et Surya Subedi (en) (Hull).
- Allemagne / Sudäsien Institut (2002, no 23 – 2005, no 28) : comité de rédaction composé de William S. Sax (de) (secrétaire de rédaction), Martin Gaenszle, Elvira Graner, András Höfer, Axel Michaels (de), Joanna Pfaff-Czarnecka (de), Mona Schrempf et Claus Peter Zoller.
- France / CNRS (2006, no 29-30 – 2009-2010, no 35-36) : comité de rédaction composé de Pascale Dollfus, András Höfer, Marie Lecomte-Tilouine, Boyd Michailowsky, Philippe Ramirez (secrétaire de rédaction), Blandine Ripert, et Anne de Sales.
- Royaume-Uni / SOAS (2010, no 37 – 2014, no 44) : comité de rédaction composé de Michael Hutt (en) (SOAS, Managing Editor), Ben Campbell (University of Durham), Ian Harper (University of Edinburgh), Sondra Hausner (University of Oxford), Sara Shneiderman (University of Cambridge) and Mark Turin (en) (University of Cambridge, rédacteur associé pour les recensions)
- Allemagne / Sudäsien Institut (2014, no 45 – 2019, no 53) : comité de rédaction composé de William S. Sax (de) (SAI, secrétaire de rédaction), Christoph Bergmann (SAI), Christiane Brosius (de) (Karl Jaspers Centre, Heidelberg), Julia Dame (SAI), Axel Michaels (de) (SAI), Marcus Nuesser (SAI), Karin Polit (SAI), Mona Schrempf (Berlin), Anja Wagner, Astrid Zotter (SAI), Heleen Plaisier, et Arik Moran (University of Haifa, rédacteur associé pour les recensions)
- France / CNRS (2020, no 54 – 2024, no 64) : co-éditeurs Tristan Bruslé, Stéphane Gros et Philippe Ramirez. Rédacteur associé pour les recensions, Arik Moran (University of Haifa) jusqu’en 2023, puis Tina Shresta (Hong Kong Shue Yan University et Waseda University).

Divers rédacteurs associés ou « contributing editors » affiliés à d'autres institutions européennes situées aux Pays-Bas, en Italie, en Autriche, en Suisse, etc., participent parfois à la revue pendant plusieurs années.